# Румен, Жак
Жак Руме́н (фр. Jacques Roumain, 4 июня 1907, Порт-о-Пренс — 18 августа 1944) — гаитянский писатель, общественно-политический деятель, основатель и генеральный секретарь Коммунистической партии Гаити (1934), журналист и этнограф.

## Биография
Родился в аристократической семье. Образование получал в Европе (Швейцария, Франция, Англия, Испания), пока в 1927 году не вернулся на родину и не включился в антиколониальную борьбу.
Вместе с однодумцами литераторами Эмилем Румером и Филиппом Тоби-Марселеном -один из основателей журнала «La Revue indigene» (1926—1927), объединявшего передовых гаитянских писателей, среди которых он возглавлял левое крыло литературного движения «эндиженизма». 
Известный пропагандист марксизма и участник сопротивления оккупации Гаити Соединенными Штатами Америки, в 1928 году основавший «Лигу патриотической молодежи Гаити», а в 1934 году — Коммунистическую партию Гаити. В работе «Схематический анализ 1932—1934» с марксистских позиций предоставил анализ проблем гаитянской действительности.
За свою политическую деятельность подвергался постоянным преследованиям и арестам (в 1929 году осужден на один год тюрьмы по обвинению в «преступлениях в печати», в 1932 году арестован по делу «коммунистического заговора»), пока через несколько месяцев после основания Компартии, вскоре объявленной вне закона, не был приговорён к 3 годам тюрьмы и выслан из страны по распоряжению президента Стенио Жозефа Венсана.
За рубежом продолжал выступать с острыми публицистическими статьями и руководить нелегальной деятельностью партии. Эмигрировал в Европу, затем жил в США, на Мартинике и на Кубе. Сотрудничал во французской коммунистической прессе. Занимался антропологией и этнографией в 1937—1939 годах в Париже, в 1939—1940 годах в Колумбийском университете (Нью-Йорк). В 1941 году вернулся на родину, где учредил Этнологический институт Гаити. В 1942—1944 годах занимал должность консула, поверенного в делах Гаити в Мексике.

## Творчество
Ранняя проза Румена — сборник рассказов «Добыча и тень» (1930), повесть «Марионетки» (1931) — посвящена трагедии гаитянской интеллигенции в годы оккупации. Повесть «Заколдованная гора» (1931) изображает трагическую картину вымирания деревни. Основное сочинение — переведённый на многие языки роман «Хозяева росы» (1944, посмертно; русский перевод 1956). Румен также выступал как автор поэзии (сборник «Черное дерево», 1939) и работ по этнографии Гаити.
Румен считался одним из самых заметных лиц в гаитянской литературе и многими рассматривался как профессиональный романист. Хотя с ним мало знакомы в англоязычном мире, Румен хорошо известен и в Европе, и в странах Карибского бассейна, и в Латинской Америке. Великий негритянский поэт, Лэнгстон Хьюз, перевёл некоторые из значимых работ Румена, включая «Gouverneurs de la Rosée» («Хозяева росы»). Хотя его жизнь была недолгой, Румену удалось затронуть в своих произведениях многие аспекты гаитянской жизни и культуры.
Жак Румен был женат на дочери писателя Фернана Ибера.

## Избранные труды
Из собрания Библиотеки Конгресса, Вашингтон:
- «Oeuvres Complètes», Léon-François Hoffman, Ed. ALLCA XX (Coll. Archivos), Париж, 2003.
- A propos de la campagne «anti-superstitieuse»." Port-au-Prince, Impr. de l’État [1944?]
- Analyse schématique 1932—1934. [Haiti]: Editions idées nouvelles, idées prolétariennes, 1999.
- Bois-d’ébène. Port-au-Prince, Haiti: Imp. H. Deschamps [c1945]
- Ebony wood. Bois-d’ébène. Poems. The French text with a translation by Sidney Shapiro. New York: Interworld Press [1972] ISBN 0-912956-00-3
- Les fantoches. [Port-au-Prince?] 1931.
- Gouverneurs de la rosée, roman. [Port-au-Prince: Imprimerie de l’état, 1944]
- Sar ha-telalim. Translated into Hebrew. [Merhavya, 1948]
- Governadores del rocío. Translated into Spanish. Habana: Impr. Nacional de Cuba [1961]
- Zotër të vesës (roman). Translated into Armenian. [Tiranë]: Shtépia Botonjése Naim Frashéri [1968]
- Gouverneurs de la rosée : roman. Fort-de-France [Martinique]: Désormeaux, [1979], c1977 (1983 printing)
- Gouverneurs de la rosée : roman. Unité de Réghaïa, Algérie: ENAG, c1989.
- Gouverneurs de la rosée. Coconut Creek, Fla.: Educa Vision Inc., [1999]. ISBN 1-58432-054-0
- Masters of the dew. Gouverneurs de la rosée, translated by Langston Hughes and Mercer Cook. New York: Reynal & Hitchcock, c1947.
- Masters of the dew. Gouverneurs de la rosée, translated by Langston Hughes and Mercer Cook. Oxford; Portsmouth, NH: Heinemann, [1997?], c1978. ISBN 0-435-98745-3
- La montagne ensorcelée. [Port-au-Prince: S.N.E.P.] 1931.
- La montagne ensorcelée. Paris: Messidor, c1987. ISBN 2-209-05922-4
- La montagne ensorcelée. Paris: Éditeurs français réunis [1972]
- La montagne ensorcelée: roman 4th ed. Montréal, QC: Mémoire d’encrier, 2005. ISBN 2-923153-33-2
- Poèmes Port-au-Prince, Haïti: Editions des Antilles, [1993]
- Poemas de una isla y de dos pueblos. Совместно с Pedro Mir, Jacques Viau. La Habana, Cuba: Casa de las Américas, 1974.
- Poésies; Griefs de l’homme noir; La proie et l’ombre; La montagne ensorcelée (récit paysan) Port-au-Prince, Haïti: Editions fardin, 1998.
- La proie et l’ombre. Portau-Prince, Haïti: Éditions «La Presse» [1930]